# Handley Page H.P.42
O Handley Page H.P.42 e o H.P.45 foram aviões comerciais biplanos britânicos projetados pela Handley Page em Hertfordshire, para atender a uma especificação de 1928 da Imperial Airways.
A cabine da tripulação, ficava separada e foi fruto de um novo desenvolvimento. Existiam duas cabines de passageiros, uma à frente e outra atrás das asas. O H.P.42E carregava seis (mais tarde doze) no compartimento frontal e doze no compartimento traseiro. Havia bastante espaço para bagagem. O H.P.42W transportava 18 pessoas na cabine frontal e 20 na traseira, com capacidade de bagagem reduzida.
O primeiro voo desse modelo ocorreu em 14 de Novembro de 1930. Ele estava identificado como: G-AAGX mais tarde apelidado de Hannibal, com o líder de esquadrão Thomas Harold England nos controles.

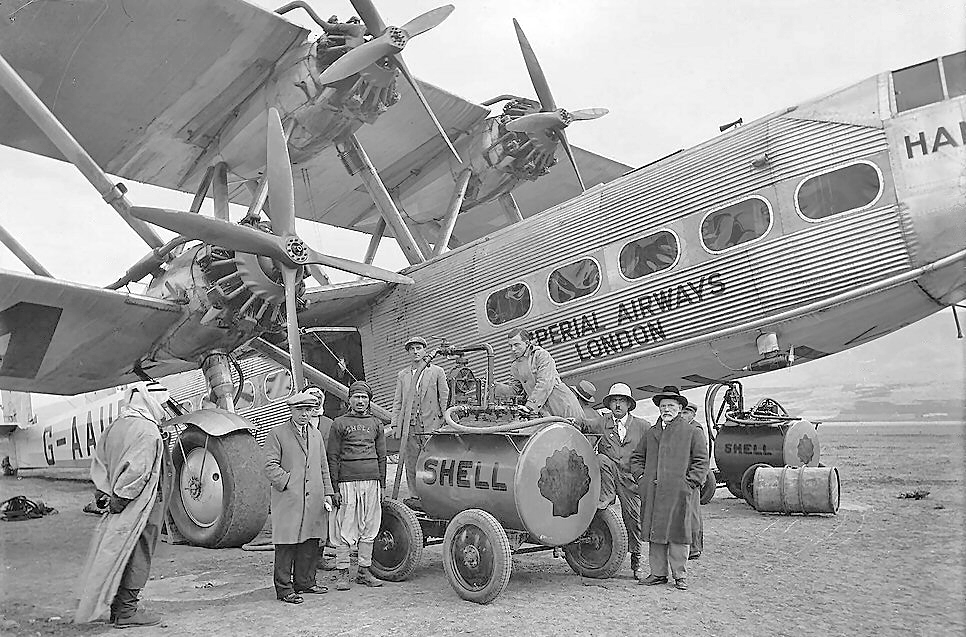
Reabastecimento do Handley Page H.P.42 G-AAUD Hanno, exibindo mais detalhes.
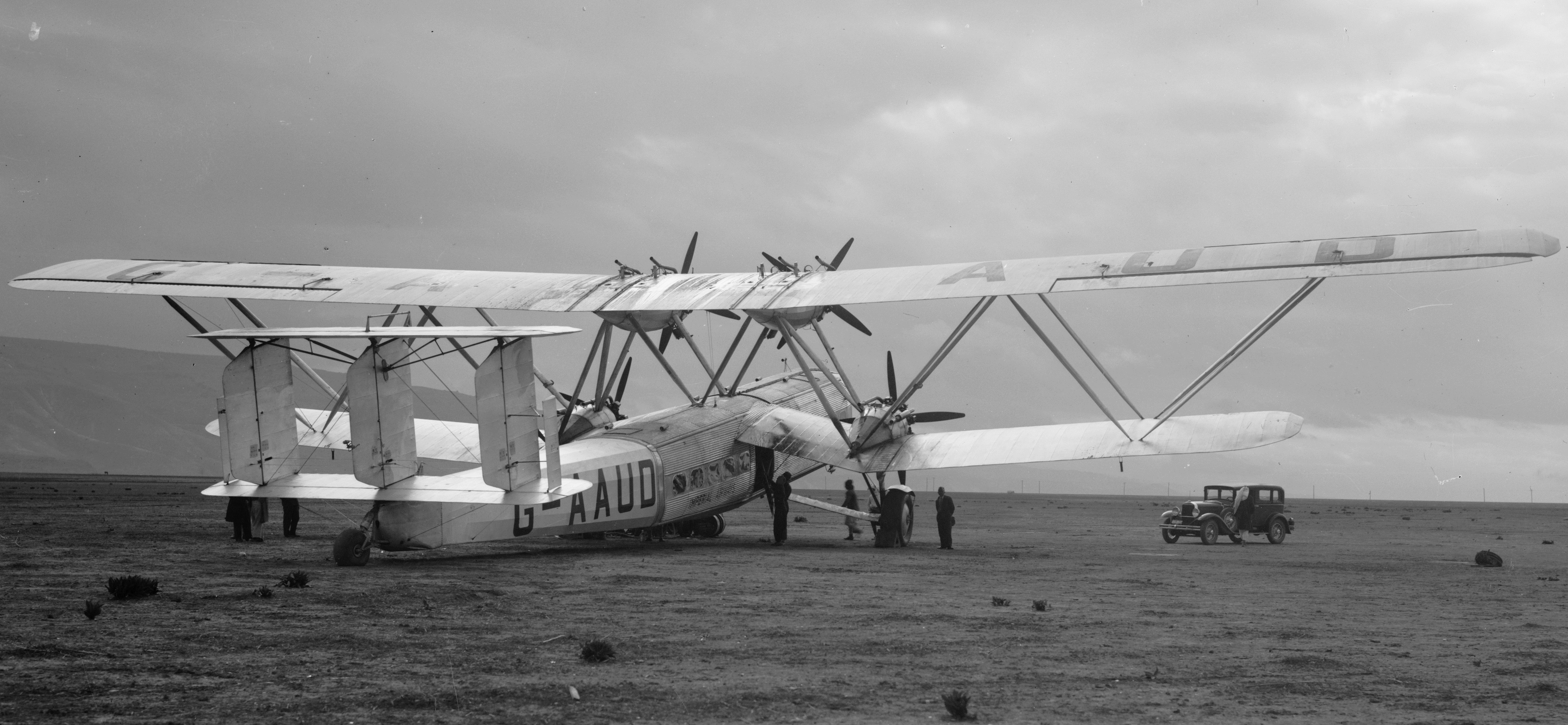
O Handley Page H.P.42 G-AAUD Hanno pronto para decolagem.

## Modelos
Quatro H.P.42 e quatro H.P.45 foram entregues, dois dos HP45 foram mais tarde convertidos para HP42.